# Stanisław Maykowski
Stanisław Maykowski (ur. 18 czerwca 1880 w Oświęcimiu, zm. 29 marca 1961 w Krakowie) – polski pedagog, dziennikarz, poeta i kierownik literacki teatru.
Ukończył studia polonistyczne i filozoficzne na Uniwersytecie Jagiellońskim w Krakowie. Studiował także na uniwersytetach we Fryburgu i we Lwowie.
Współpracował z czasopismami: Przegląd Polityczny, Społeczny i Literacki (1904), Teatr (1913), Gazeta Poranna i Wieczorna (1919-1920), Słowo Polskie (1920-1922), a także Skamander, Ponownie, Tygodnik Ilustrowany, Głos Prawdy.
W 1914 stał się bohaterem skandalu obyczajowego: Rada Szkolna Krajowa we Lwowie uchwaliła „zawieszenie w urzędowaniu c.k. profesora Stanisława Maykowskiego i wytoczyła mu śledztwo dyscyplinarne” za umieszczenie w Gazecie Wieczornej „bluźnierczego” wiersza Ojcze nasz.
Współpracował z lwowskim Teatrem Miejskim, dla którego w sezonie 1920/21 przygotował nową adaptację Krakowiaków i Górali J. N. Kamińskiego. W 1922 uczestniczył w organizowaniu Teatru Nowego im. Modrzejewskiej. W latach 1925-26 współpracował z kabaretem literackim Semafor, dla którego pisał teksty. Był autorem sztuk teatralnych Pocałunek szczęścia i Wieczorem.
Od 1901 roku był nauczycielem w gimnazjach i technikach we Lwowie, Krakowie i w Ząbkowicach Śląskich. Wraz z Juliuszem Balickim i innymi autorami napisał wiele podręczników do nauki języka polskiego dla szkół powszechnych i średnich: Mówią Wieki, Pieśń o ziemi naszej, Kraj Lat Dziecinnych, Będziem Polakami, Okno na świat, Miej serce, Niesiemy plon, Wieś w słońcu, Światło w chacie, Wypisy z literatury polskiej.
Zmarł w Krakowie.

## Pozostałe publikacje
- 1931 – Śpiew o wydrze
- 1944 – Chłopcy z Psocinka

- 1966 – Pieśń o Okpiświacie

- 1968 – Kaczka pstra, dziatki ma